# Salix vestita
Salix vestita — вид квіткових рослин із родини вербових (Salicaceae).

## Морфологічна характеристика
Рослина 0.2–1.5 метра. Стебла прямовисні. Гілки коричневі чи червоно-коричневі, (тьмяні), голі, довго-шовковисті чи ворсинчасті до майже голих; гілочки жовто-бурі чи сіро-бурі, довго-шовковисті, волосисті чи помірно ворсинчасті. Листки на ніжках 2–8 мм: найбільша листкова пластина широко еліптична, субкругла чи зворотно яйцювата, 18–67 × 10–40 мм; краї сильно хвилясті, городчасті чи майже цільні; верхівка округла, опукла, зубчаста; абаксіальна (низ) поверхня від рідко до густо ворсинчастої чи довго-шовковиста, жилки часто з довгими прямими волосками; адаксіальна поверхня злегка блискуча, гола чи рідко-довго-шовковиста; молода пластинка (жовтувато-зелена), абаксіально дуже щільно довго-шовковиста. Сережки: тичинкові 13–48 × 4–6.5(8) мм, маточкові 18–56 × 4–10 мм. Коробочка 3–5 мм. 2n = 38. Цвітіння: середина червня — кінець липня.

## Середовище проживання
Канада і США (Альберта, Британська Колумбія, Лабрадор, Манітоба, Монтана, Ньюфаундленд, Нова Шотландія, Нунавут, Онтаріо, Орегон, Квебек, Вашингтон); Монголія; Сіньцзян; Східний Сибір. Населяє вологі чи сухі відкриті ліси та кам'янисті узбережжя річок, у верхніх гірських і субальпійських зонах, рідко альпійські; 0–2400 метрів.